# سوگیری خودگزینی
در آمار، سوگیری خودگزینی (به انگلیسی: Self-selection bias) در هر موقعیتی که افراد خود را در یک گروه انتخاب می‌کنند، به وجود می‌آید و باعث ایجاد یک نمونه سوگیرانه با نمونه‌گیری غیراحتمالی می‌شود. معمولاً برای توصیف موقعیت‌هایی استفاده می‌شود که ویژگی‌های افراد که باعث می‌شود خود را در گروه انتخاب کنند، شرایط غیرعادی یا نامطلوب را در گروه ایجاد می‌کند. این موضوع ارتباط نزدیکی با سوگیری پاسخی دارد، که توصیف می‌کند زمانی که گروهی از افراد پاسخ‌دهنده پاسخ‌های متفاوتی نسبت به گروهی از افرادی که پاسخ نمی‌دهند دارند.
سوگیری خودگزینی خود یک مشکل عمده در پژوهش‌های جامعه‌شناسی، روان‌شناسی، اقتصاد و بسیاری از علوم اجتماعی دیگر است. در چنین زمینه‌هایی، نظرسنجی که از چنین سوگیری رنج می‌برد ، نظرسنجی رای شنونده خودگزینشی یا «SLOP» نامیده می‌شود. این اصطلاح همچنین در جرم‌شناسی برای توصیف فرآیندی استفاده می‌شود که طی آن طردهای خاص ممکن است مجرم را به سمت گزینش شغل و سبک زندگی مجرمانه راهنمایی کند.